# Nordlys (voilier)
Pour les articles homonymes, voir Nordlys (homonymie).
Le Nordlys est un ketch néerlandais en bois de 25 m, construit en 1873.
Initialement utilisé comme navire de pêche, ce voilier est réutilisé comme caboteur en Norvège puis restauré de 2013 à 2015. En octobre 2015, il est percuté par un navire de pêche, subissant d'importants dommages. Il est remis en état à nouveau, pour être exploité comme cargo pour promouvoir le transport moderne à voile. Il est le plus vieux cargo naviguant actuellement.

## Historique
"Nordlys" signifie aurore boréale en norvégien ou danois. Construit en 1873 sur l'île de Wight comme bateau de pêche (chalutier) de type smack le Nordlys est transformé en navire de transport norvégien, servant pour le cabotage entre la Scandinavie et le Royaume-Uni.
Le navire est restauré aux Pays-Bas entre 2013 et 2015. Le bateau devient néerlandais, avec comme port d'attache Den Helder, bien qu'il soit immatriculé à Port-Vila au Vanuatu.
Le 12 octobre 2015 à 7h du matin, le Nordlys est percuté par l'arrière par un navire de pêche Reine de l’Arvor II, subissant une voie d’eau. L'accident a eu lieu à 1 mille des côtes, à Port-Rhu dans la baie de Douarnenez, alors que le Nordlys est au mouillage, et que le Reine de l’Arvor II faisait route à 10 nœuds. Le Nordlys sortait de 2 ans de restauration et effectuait un voyage inaugural, chargé de rhum en provenance de Brixham (Angleterre), avec à son bord neuf personnes. Il est secouru par la vedette des sauveteurs en mer Penn Sardin. L'accident ne fait pas de blessés, mais de lourds dégâts ont nécessité des réparations importantes.
Le voilier est exploité comme cargo, pour relancer le transport à la voile, et sert conjointement de navire école. Comme le Tres Hombres, il navigue et transporte dans toute l'Europe des marchandises pour les organisations Fair Transport (Angleterre et Pays-Bas) et TOWT.
Le Nordlys est le plus vieux cargo naviguant de nos jours,. Il participe à de nombreuses manifestations maritimes.

## Caractéristiques
Le Nordlys est un deux-mâts en bois, gréé en ketch aurique. Il mesure 25 m de long, 20 m de longueur de coque, 6,4 m de largeur maximale ; il possède un tirant d'eau de 3 m, un tirant d'air de 23 m et un déplacement de 48 t. Sans moteur, sa propulsion est assurée exclusivement par 10 voiles rouges et blanches totalisant 244 m² de surface (289 m² avec la fortune carrée).
Les 10 voiles se répartissent comme suit :
- grand-voile et flèche (grand-mât)
- brigantine et flèche d'artimon (mât d'artimon)
- 2 voiles d'étais
- 3 focs
- fortune carrée

Le navire possède une capacité de fret de 30 tonnes dans sa cale de 38m3, une capacité d’accueil de 10 stagiaires encadrés par 5 membres d'équipage. Son indicatif d'appel est le YJTS2 et son numéro MMSI est le 577228000.